# Ernest Lavisse
Ernest Lavisse (Le Nouvion-en-Thiérache, 17 dicembre 1842 – Parigi, 18 agosto 1922) è stato uno storico francese.
È stato professore di storia moderna alla Sorbona dal 1888. Ha scritto la Histoire de France depuis les origines jusqu'à la Révolution (1901-), che divenne il libro di testo dominante nelle scuole francesi.